# La Ciénaga – Morast
La Ciénaga – Morast (Originaltitel: La Ciénaga) ist der erste Spielfilm von Lucrecia Martel aus dem Jahr 2001. Er wurde auf der Berlinale uraufgeführt und lief dort als erster Wettbewerbsbeitrag Argentiniens seit 1988. Starttermin in Deutschland war der 22. August 2002.
Der Film ist der erste Teil von Martels „Salta-Trilogie“, zu der außerdem La niña santa – Das heilige Mädchen (2004) und Die Frau ohne Kopf (2008) gezählt werden. In morbiden Bildern und elliptischer Erzählweise beschreibt die Regisseurin die Sommerferien zweier argentinischer Großfamilien im Nordwesten des Landes. Der Film verweigert sich einer konventionellen Erzählstruktur.

## Handlung
Mecha, um die fünfzig, ihr Mann Gregorio und ihre vier Kinder verbringen den schwülen Februar auf ihrem Landsitz „La Mandrágora“ (übersetzt: Alraune) in der Provinz Salta im Nordwesten Argentiniens.  Während die Erwachsenen sich betrinken, erfrischen die Kinder sich in einem Stausee, alle wirken apathisch. Im Fernsehen wird über eine Marienerscheinung in einem Wassertank berichtet. Die fünfzehnjährige Momi sucht die Nähe einer indianischen Hausangestellten, während ihre Freunde und Verwandten ständig Vorurteile über Indios zum Besten geben.
Jugendliche streunen mit Gewehren durch den Wald und kehren immer wieder zu einer Stelle zurück, an der eine Kuh in einem Sumpfloch halb versunken ist. Sie schießen auf den Kadaver.
Die alkoholisierte Mecha (gespielt von der in Argentinien sehr populären Graciela Borges) zieht sich bei einem Sturz Schnittverletzungen zu. Fast niemand in ihrer Umgebung scheint mitzubekommen, dass sie sich verletzt hat. Im Krankenhaus in La Ciénaga (auf Deutsch: „der Sumpf“) trifft sie ihre Kusine Tali und deren Sohn, die sie nach „La Mandrágora“ einlädt. Tali reist mit ihrem Mann Rafael und allen vier Kindern an.
Es folgen angespannte Tage in drückender Hitze auf der einstigen Plantage. Die vorherrschende Langeweile ist durchzogen von erotischen Spannungen, inzestuösen Andeutungen und latenter Aggressivität.

## Hintergrund
Lucrecia Martel kommt selbst aus einer großen Familie und wurde in Salta geboren. Als Teenager filmte sie mit einer Videokamera was daheim passierte, später drehte sie Kurzfilme und Fernsehdokus. Die Vorbereitung von La Ciénaga dauerte fünf Jahre. 1999 gewann sie für das Drehbuch den Filmmakers Award beim Sundance Film Festival. Der Film wurde innerhalb von 40 Tagen fast ohne Improvisationen drehbuchgetreu umgesetzt. Die meisten Nebendarstellerinnen und -darsteller waren Amateure und wurden in 1600 Interviews mit Einheimischen ausgewählt.
Pedro Almódovar und sein Bruder Agustín mochten Martels unkonventionelle Inszenierung ihres Erstlingswerks so sehr, dass sie beschlossen, ihre Filme künftig zu produzieren.

## Rezeptionen
In der Neuen Zürcher Zeitung hob Geri Krebs die „für ein Erstlingswerk unwahrscheinliche ästhetische Ausgefeiltheit“ des Films hervor. Obwohl er sich konsequent einer konventionellen Erzählstruktur verweigere, entwickle er einen „Sog wie ein Sumpf“.
David Oubiña beschreibt La Ciénaga für die Criterion Collection als „grandiose Übung in elliptischem Erzählen und im Einsatz des Bereichs außerhalb des Kamerablicks. Einige Szenen haben keinen Anfang und werden einfach unterbrochen. Ständig wurde etwas verrückt oder fehlt, das in der vorhergehenden Einstellung noch an seinem Platz war.“
Moritz Holfelder bezeichnet den Film für den BR als „Abrechnung mit der weißen argentinischen Mittelschicht, die bis heute in Dekadenz und Agonie lebt.“ Seiner Meinung nach handeln alle Filme von Martel von „Rassismus, Machismus und eine[r] spezielle[n] Form von Apathie“, die Argentinien lähmten.
In der Village Voice bezeichnet Amy Taubin La Ciénaga als „Provinz-Tragikomödie á la Tschechow“. In ihrem fulminanten Debütfilm konstruiere Martel ihre Erzählung aus alltäglichen Vorkommnissen, dem stetigen Kommen und Gehen der Figuren, sowie aus einer Kakofonie von Stimmen, die um Aufmerksamkeit wetteifern.
Der Film stieß bislang auf die Zustimmung von 88 Prozent der Kritiker bei Rotten Tomatoes und erreichte eine durchschnittliche Bewertung von 6,9 von möglichen 10 Punkten.

## Auszeichnungen
- 2001: Silberner Bär auf der Berlinale
- 2001: Auszeichnung für die beste Regie, für Graciela Borges als beste Schauspielerin, sowie für den besten Ton auf dem Havana Film Festival
- 2001: Auszeichnung für die beste Regie und für Mercedes Morán als beste Schauspielerin bei den Clarín Entertainment Awards
- 2002: Cóndor de Plata für den besten Debütfilm, für Graciela Borges als beste Schauspielerin und für die beste Kamera beim Preis des Verbands der argentinischen Filmkritiker und Filmjournalisten